# Марія Класс-Казановська
Марія Карлівна Класс, у шлюбі Класс-Казановська (близько 1857 — пом. 1898, Житомир) — художниця польского походження, що творила в Україні.

## Біографія
Марія Класс походила з шляхетної, але небагатої родини. Точний рік і місце її народження залишаються невідомими. Середню освіту Марія здобула у Харківській гімназії, після чого разом із родиною переїхала до Варшави. Там вона вступила до школи живопису під керівництвом відомого художника професора Войцеха Ґерсона. Завдяки його рекомендації у 1881 році Марія успішно пройшла конкурсний відбір до Академії мистецтв у Санкт-Петербурзі, яку закінчила зі срібною медаллю.
Під час однієї з виставок її робота «Ідилія» була придбана до художнього зібрання Академії, що стало визнанням її таланту. У цей період мисткиня познайомилася з художником Владиславом Казановським, з яким згодом одружилася й переїхала до Житомира. Там подружжя заснувало приватну школу малювання.
Творчість Марії Класс-Казановської вирізнялася реалістичними побутовими сценами, пейзажами та зображенням архітектурних споруд Житомира й Волині. Особливо вона захоплювалася малюванням квітів і досягла в цьому жанрі значної майстерності. Її мистецький шлях був недовгим — художниця пішла з життя у Житомирі в 1898 році, похована на місцевому Польському цвинтарі. Попри час, могила збереглася до наших днів.

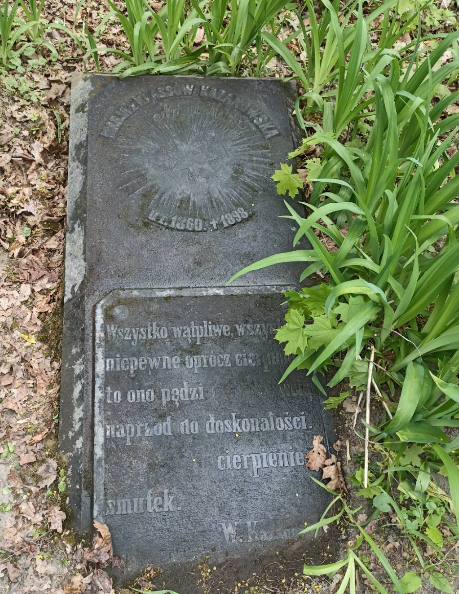
Могила художниці на Польському цвинтарі у Житомирі

У 1899 році у Варшаві пройшла посмертна виставка та продаж її картин. Отримані кошти були спрямовані на стипендії для молодих художників — учнів школи Казановських, підтримуючи справу, якій вона присвятила життя. Її твори знаходяться також у Національному музеї у Варшаві.

## Галерея

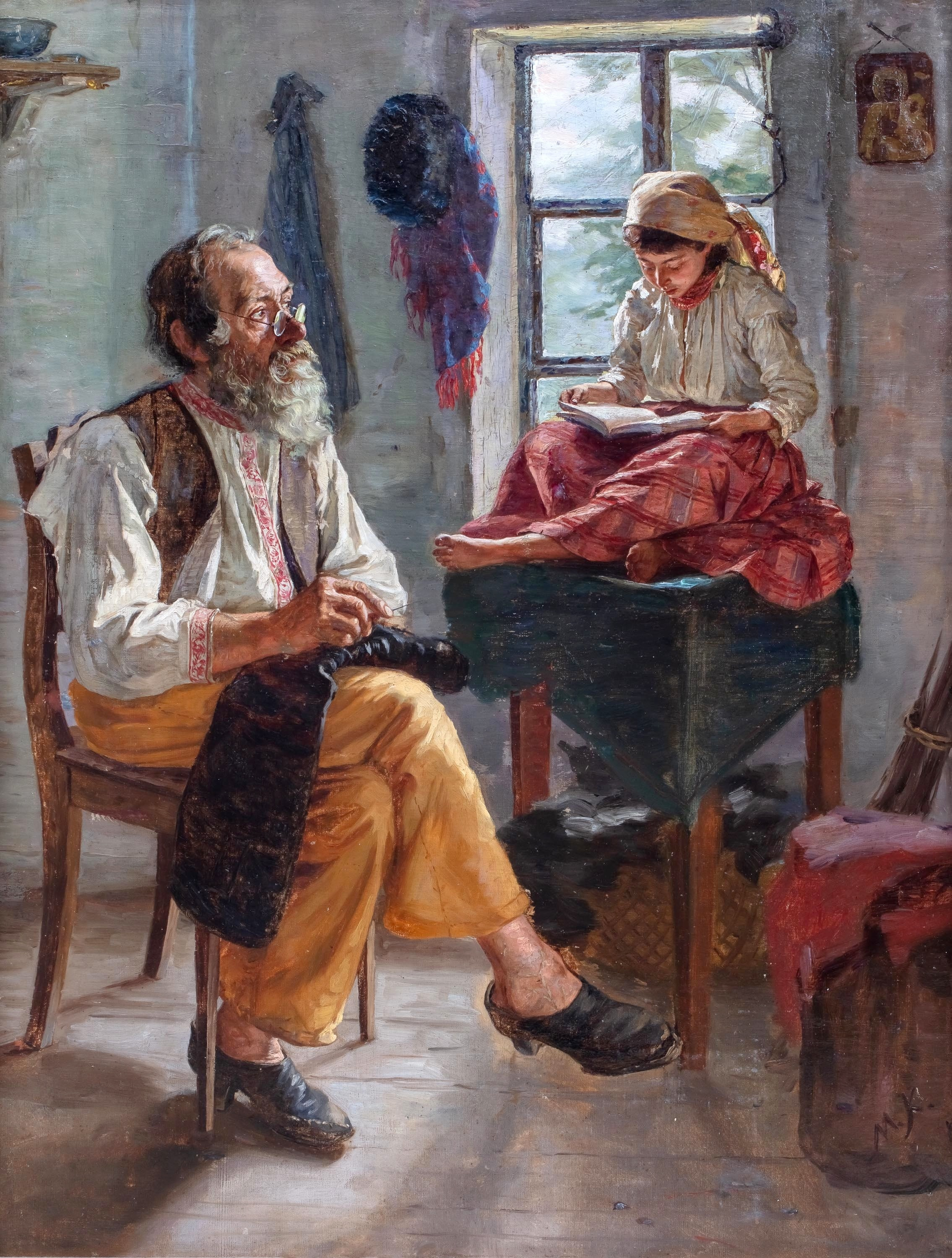
"Під час читання", 1886
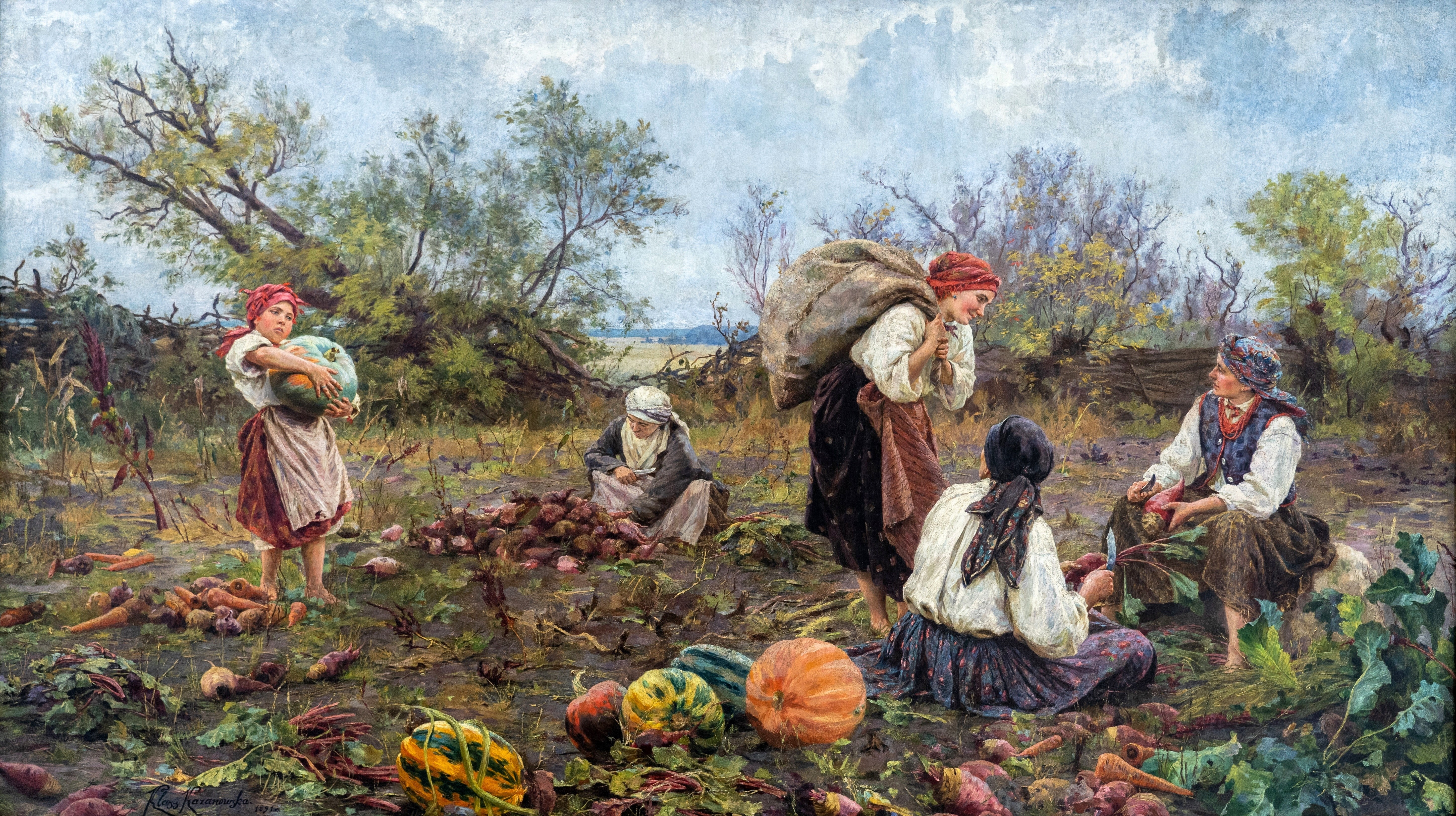
"В саду", 1891
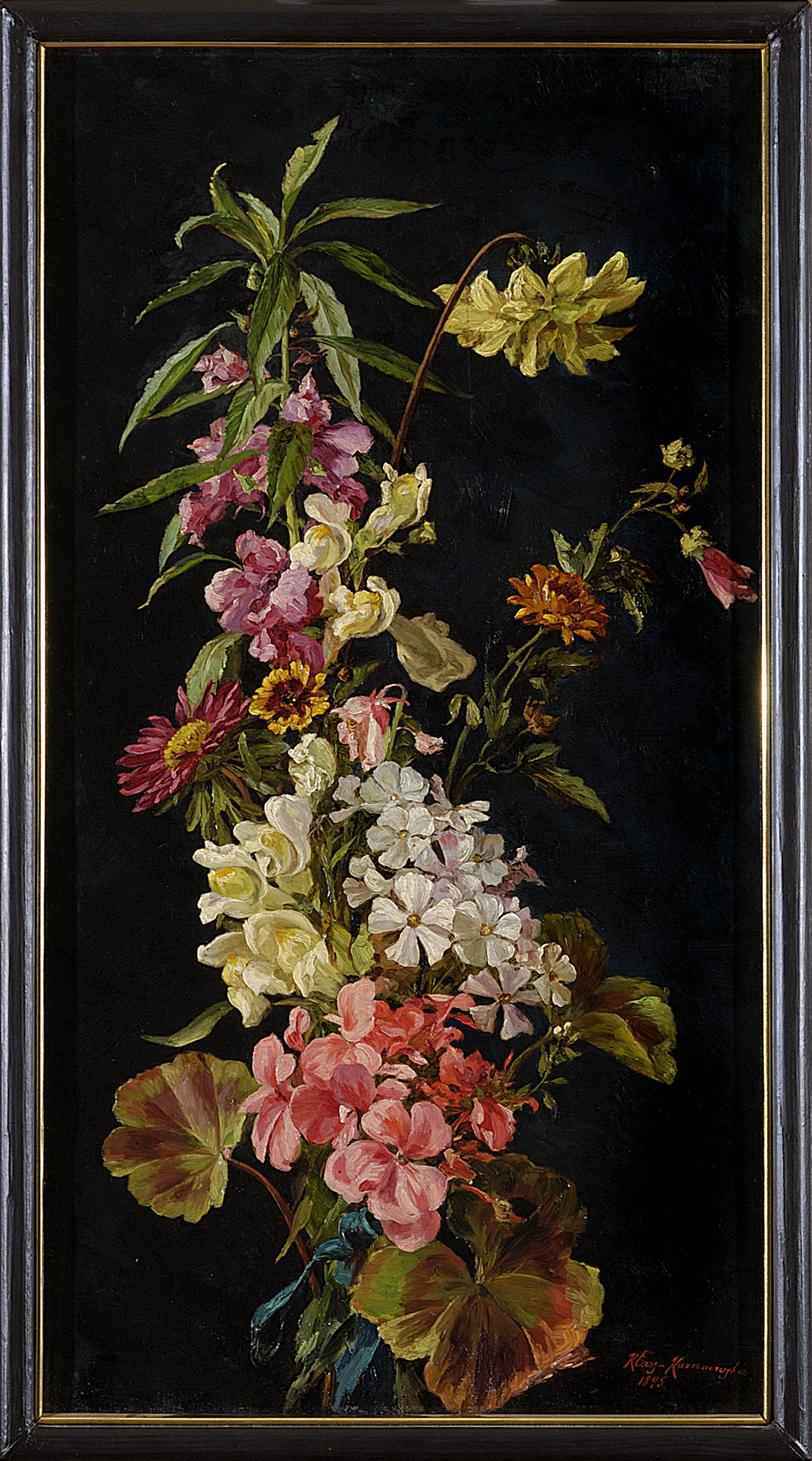
"Квіти", 1895
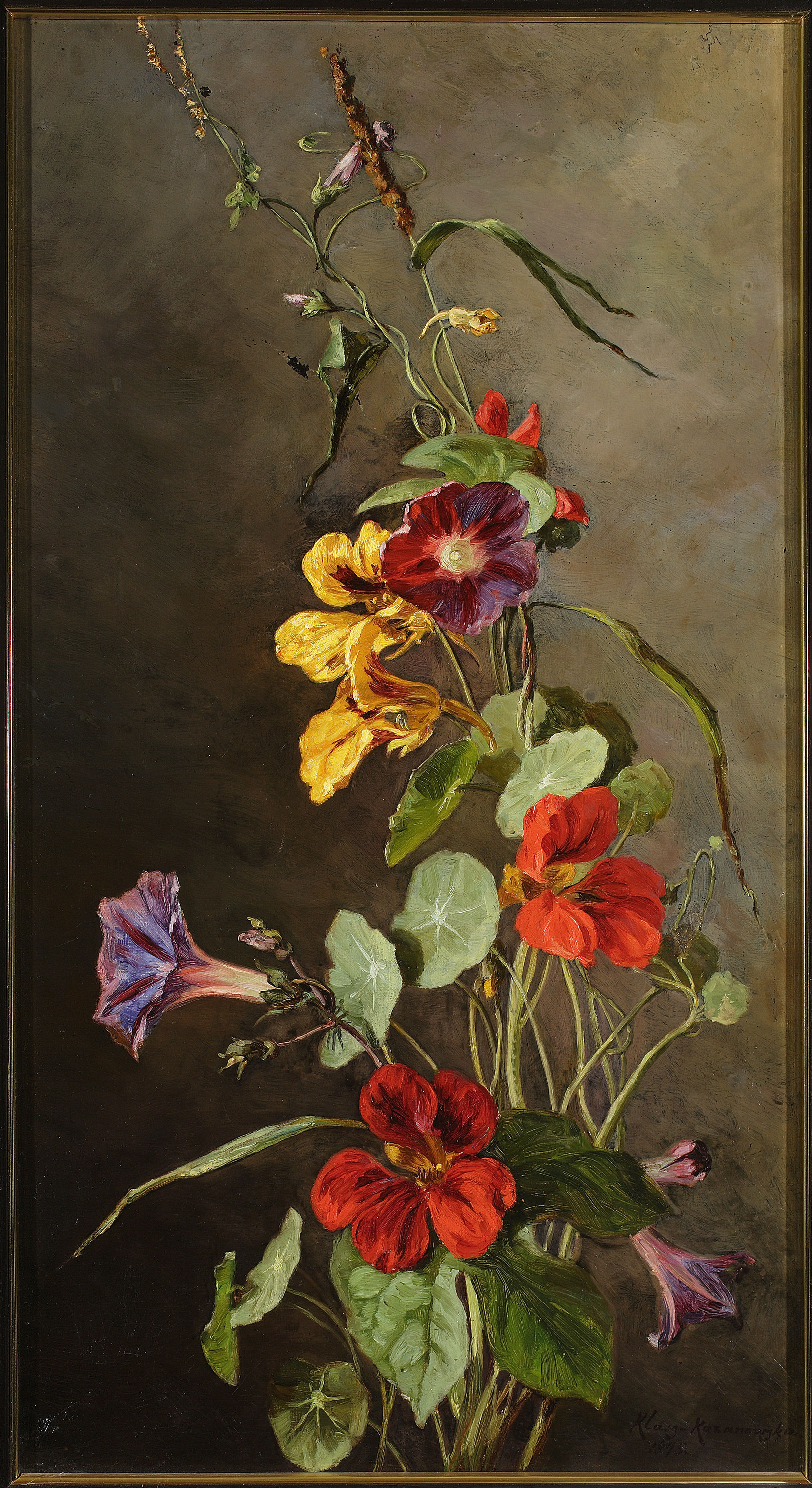
"Настурції", 1895
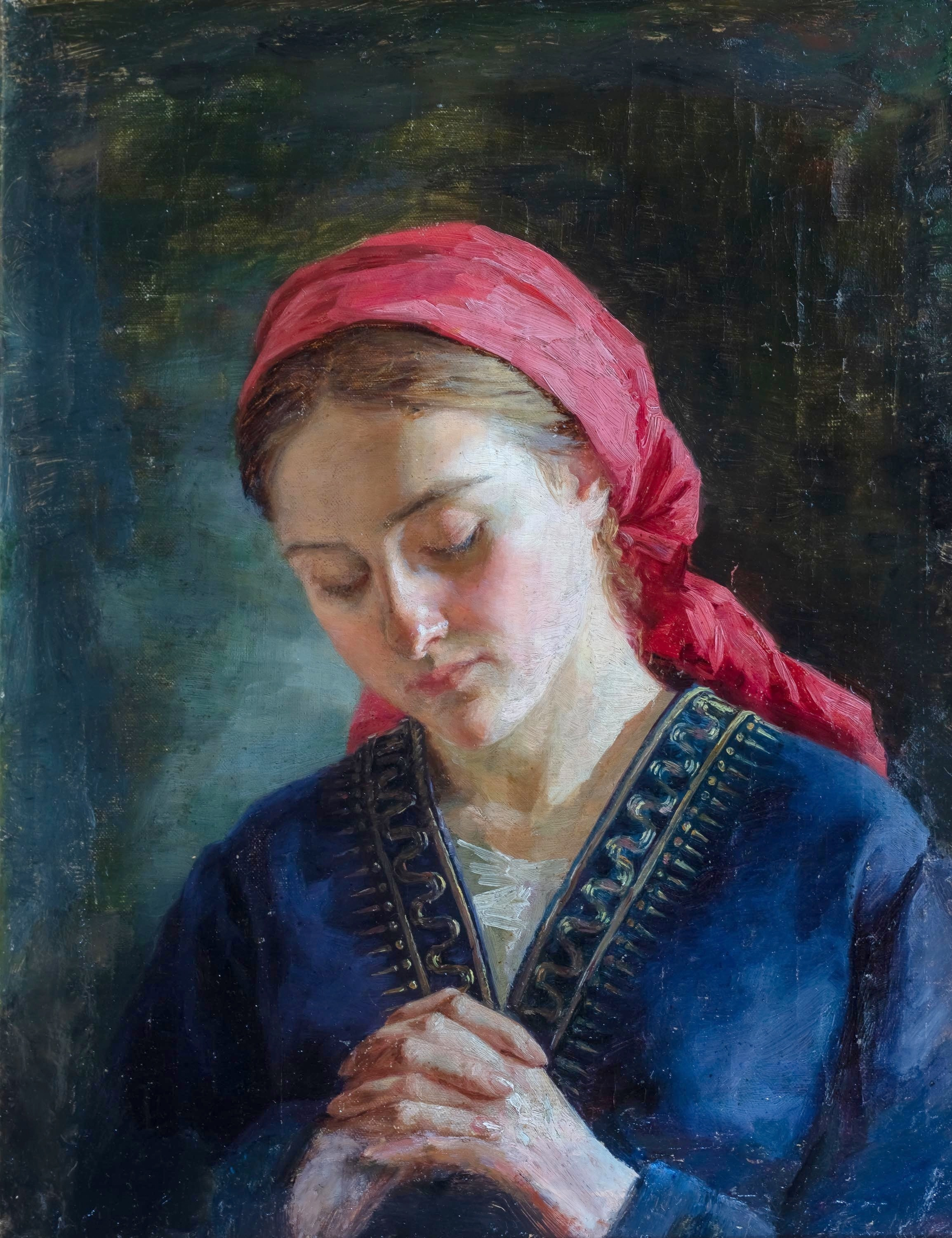
"Молитва", до 1898
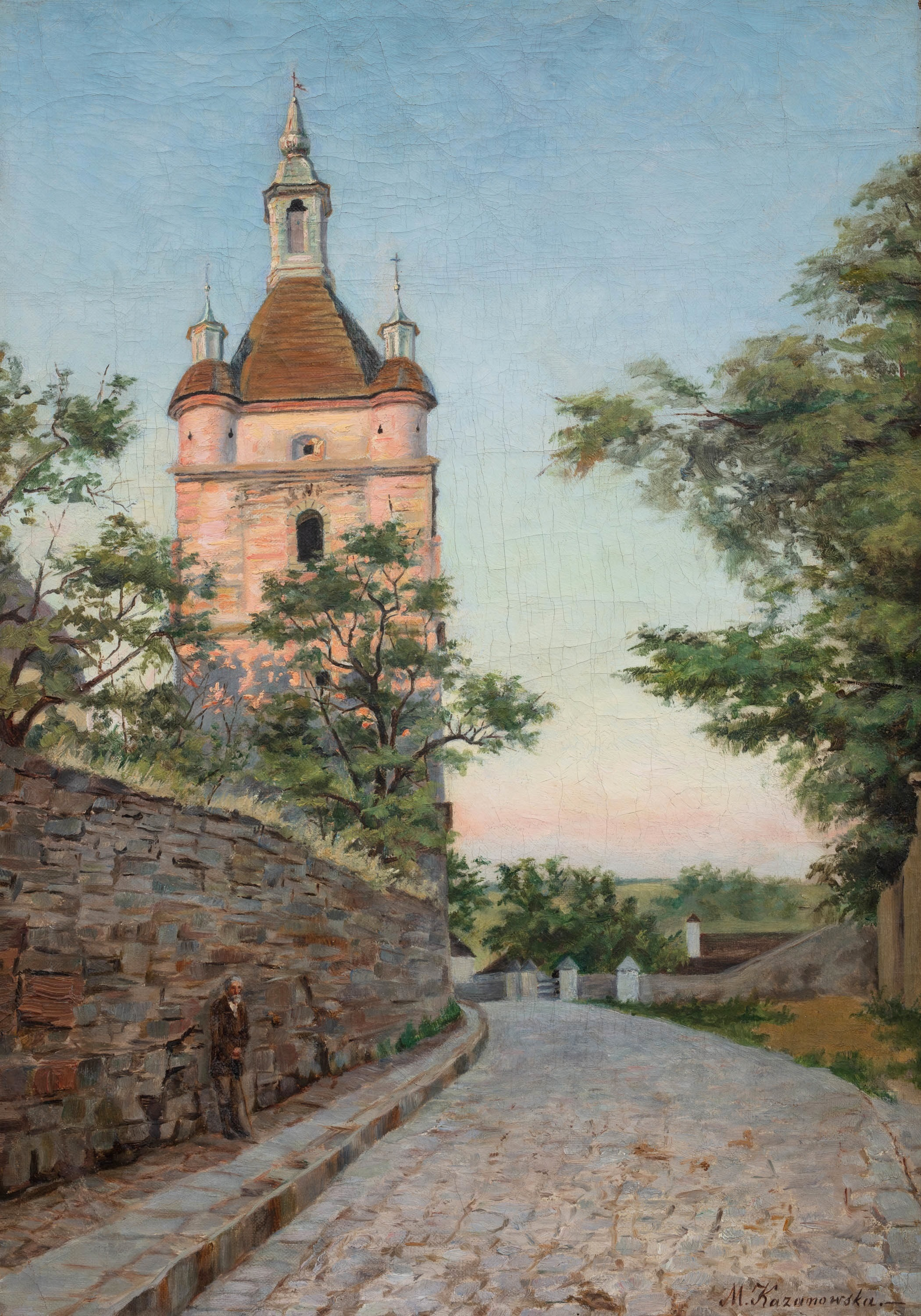
"Дзвіниця собору Святого Миколая в Кам'янці-Подільському", до 1898